# モッサ
モッサ（伊: Mossa） は、イタリア共和国フリウリ＝ヴェネツィア・ジュリア州ゴリツィア県にある、人口約1,500人の基礎自治体（コムーネ）。

## 名称
標準イタリア語以外の言語では以下の名を持つ。
- フリウリ語: Mosse [5]
- フリウリ語ゴリツィア方言 (it) : Mossa [5]
- スロベニア語: Moša

## 地理

### 位置・広がり
ゴリツィア県北部に位置するコムーネである。モッサの街は、県都ゴリツィアの西約6km、モンファルコーネの北約15km、ウーディネの南東約28km、州都トリエステの北西約37kmに位置する
。

#### 隣接コムーネ
隣接するコムーネは以下の通り。
- サン・フロリアーノ・デル・コッリオ - 北
- ゴリツィア - 東
- ファッラ・ディゾンツォ - 南
- サン・ロレンツォ・イゾンティーノ - 西
- カプリーヴァ・デル・フリウーリ - 北西

本村はコムーネ南部に位置し、国道56号線や鉄道が東西を貫いている。東にはルチニコ（ゴリツィアの分離集落）、西にはサン・ロレンツォ・イゾンティーノの集落に隣接している。

### 地勢
コムーネの領域の南部には平野が広がり、北部は丘陵地帯となっている。

### 気候分類・地震分類
モッサにおけるイタリアの気候分類 (it) および度日は、zona E, 2306 GGである。
また、イタリアの地震リスク階級 (it) では、zona 2 (sismicità media) に分類される。

## 歴史
コムーネの名は、「苔なす平原」「緑の平原」を意味するロンバルド語の Moos-Au もしくは Mossau が由来と考えられている。
この地には、先史時代から人々が暮らしていたと考えられている。文書に最初に現れるのは、中世のアクイレイア総大司教領時代である。

## 社会

### 人口

#### 居住地区別人口
国立統計研究所（ISTAT）は居住地区（Località abitata）別の人口として以下を掲げている。統計は2001年時点。
| 地区名      | 標高   | 人口  | 備考 |
| ----------- | ------ | ----- | ---- |
| MOSSA       | 54/112 | 1,643 |      |
| MOSSA *     | 59     | 1,643 |      |
| Case Sparse | -      | -     |      |

ISTATは人口統計上、家屋密度の高い centro abitato （居住の中心地区）、密度の低い nucleo abitato （居住の核となる地区）、まとまった居住地区を形成していない case sparse （散在家屋）の区分を用いている。上の表で地名がすべて大文字で示されているものが centro abitato である。「*」印が付されているのは、コムーネの役場・役所 la casa comunale の置かれている地区である。

## 交通

### 鉄道
- ウーディネ＝トリエステ線：モッサ駅

### 道路
国道
- SS56 (it:Strada statale 56 di Gorizia)